# Rio Tomé
Rio Tomé är ett vattendrag i Brasilien.   Det ligger i delstaten Rio Grande do Sul, i den södra delen av landet, 1 500 km söder om huvudstaden Brasília.
I omgivningarna runt Rio Tomé växer i huvudsak städsegrön lövskog. Runt Rio Tomé är det mycket glesbefolkat, med 2 invånare per kvadratkilometer.